# Сігачинське сільське поселення
Сігачи́нське сільське поселення (рос. Сигачинское сельское поселение) — муніципальне утворення у складі Батиревського району Чувашії, Росія. Адміністративний центр — присілок Сігачі.

## Населення
Населення — 588 осіб (2019, 756 у 2010, 894 у 2002).

## Склад
До складу поселення входять такі населені пункти:
| Населений пункт         | Населення, осіб (2002) | Населення, осіб (2010) |
| ----------------------- | ---------------------- | ---------------------- |
| Мале Чеменево, присілок | 164                    | 153                    |
| Сігачі, присілок        | 730                    | 603                    |